# یواس‌اس موس (آی‌ایکس-۱۲۴)
یواس‌اس موس (آی‌ایکس-۱۲۴) (به انگلیسی: USS Moose (IX-124)) یک کشتی بود که طول آن ۴۴۱ فوت ۶ اینچ (۱۳۴٫۵۷ متر) بود. این کشتی در سال ۱۹۴۳ ساخته شد.